# Senecionina
Senecionina es un compuesto orgánico con la fórmula química;  C18H25NO5.  Se clasifica como un alcaloide basado en la estructura de la pirrolizidina.